# Aristide Alafouzos
Aristide Alafouzos (Αριστείδης Αλαφούζος; Santorini, 9 marzo 1924 – Atene, 17 maggio 2017) è stato un imprenditore, armatore e appaltatore greco.
È proprietario del quotidiano Kathimerini e della radio privata Skai.

## Gli anni giovanili
La famiglia di Aristide Alafouzos era una famiglia di commercianti molto benestante e di antica tradizione.  Il vino che suo nonno commerciava prese una medaglia d'oro, tanto piacque ai partecipanti alla festa di inaugurazione che seguì l'apertura del Canale di Panama.
Dopo il liceo Alafouzos si trasferì ad Atene dove studiò ingegneria.

## Una lucrosa carriera di appaltatore di opere pubbliche
Nel 1952, subito dopo la laurea, ottenne dal ministero delle opere pubbliche il primo di una lunga serie di appalti. Le sue opere più famose sono l'albergo Mont Parnes con il relativo casinò sul monte Parnete che domina i sobborghi nord occidentali di Atene e il grande albergo Astera Vouliagmenis sul litorale della capitale. Queste due opere furono espressamente volute da Costantino Karamanlis quando era primo ministro negli anni 60. Anche il grattacielo che domina il porto del Pireo è una sua opera. Sempre negli anni sessanta L'azienda elettrica di stato gli affidò la costruzione della centrale a carbone di Ptolemaida che rifornisce di energia elettrica tutta la Grecia continentale. Aristide Alafouzo si sposò nel 1955 si sposa alla Eleni Valaouris. Nel 1957 nacque Yannis e nel 1958 Temistocle.

## Una folgorante carriera di armatore
Dopo il colpo di Stato del 21 aprile 1967 che portò all'instaurazione della dittatura militare, Aristide Alafouzos interruppe l'attività di appaltatore per intraprendere una lucrosa attività armatoriale. Le sue navi furono tra le prime a commerciare con la Cina di Mao Tse Tung.
Agli anni ottanta risale l'acquisto della prima petroliera.
La sua società è la Ermis Maritime Corp.

## L'irruzione nel mondo dei media
Nel 1989 partecipò alla vendita all'asta dei beni appartenuti a Giorgio Koskotas accaparrandosi il quotidiano Kathimerini e la Skai radio.
Fu, insieme a Giorgio Bobolas, Christos Lambrakis, Christos Tegopoulos e Vardis Vardinoyannis uno dei cinque soci fondatori della società Teletypos che diede vita al primo canale privato greco Mega tv. Il canale televisivo cominciò a trasmettere il 1º gennaio 1990 insieme ad Ant1 fondato da Minos Kiriakou. In seguito Alafouzos ridusse notevolmente la sua partecipazione a Teletypos.
Nello stesso anno mise su un canale televisivo Skai tv che, nonostante gli alti indici di ascolto, dovette essere venduto nel 1997 a causa della gestione disastrosa del figlio Yannis Alafouzos. Nel novembre del 2005 fu fondato un nuovo canale TV Smart tv nuovamente affidato al figlio Yannis.

## Il lungo conflitto con il partito di Nuova Democrazia
Nel 1989 Aristide Alafouzos dichiarò di aver dato un milione di dollari a Costantino Mitsotakis. Questi rispose che il denaro era andato nelle casse del partito. Alafouzos ribatté che Mitsotakis aveva consegnato il denaro ai comunisti (A quel tempo alleati dei conservatori nel governo di Tzannīs Tzannetakīs) che se ne erano serviti per fondare un nuovo giornale, Proti.
Nel 1992 il figlio Yannis fu inviato in giudizio dalla procura della Repubblica con l'accusa che tre sue navi Enalios, Aithra e Asproniso effettuavano contrabbando di carburante ma fu assolto. I rapporti tra la famiglia Alafouzo ed il partito conservatore peggiorarono negli anni seguenti. L'8 ottobre 1993 poco prima delle elezioni Aristide Alafouzos dichiarò di aver dato personalmente danaro a Costantino Mitsotakis.
Nel 2002 l'imprenditore Sokratis Kokkalis gli intentò causa per diffamazione.
Nel febbraio 2006, Alafouzos rimase deluso della porzione d'appalto che gli era stata assegnata per i lavori di costruzione del nuovo tronco di metropolitana dal centro di Atene al quartiere Aigaleo. Di conseguenza il suo quotidiano lanciò un violento attacco contro il ministro delle opere pubbliche Giorgio Souflià accusandolo di imparzialità per aver favorito gli imprenditori Giorgio Bobola e Sokratis Kokkalis eterni rivali di Alafouzos.